# جنبش کاربرد خردمندانه
جنبش کاربرد خردمندانه (به انگلیسی: Wise use movement) در ایالات متحده ائتلافی از گروه‌هایی است که گسترش حقوق مالکیت خصوصی و کاهش مقررات دولتی دربارهٔ اموال عمومی را ترویج می‌کنند. این شامل حمایت از کاربرد گسترده توسط منافع تجاری و عمومی، به دنبال افزایش دسترسی به زمین‌های عمومی، و اغلب مخالفت با دخالت دولت است. طرفداران کاربرد خردمندانه، استفاده انسان از محیط زیست را به عنوان «محافظت از زمین، آب و هوا» به سود انسان توصیف می‌کنند. جنبش کاربرد خردمندانه از مخالفت با جریان اصلی جنبش محیط زیستی ناشی شد و ادعا کرد که آن رادیکال است.